# Heteragrion breweri
Heteragrion breweri – gatunek ważki z rodziny Heteragrionidae. Występuje na terenie Ameryki Południowej.